# 포말하우트 b
포말하우트 b는 남쪽물고기자리 방향으로 지구에서 약 25 광년 떨어진 곳에 있는 외계 행성이다. 이 행성의 어머니 항성은 포말하우트로 분광형 A3V의 백색 주계열성이다. 2008년 허블 우주 망원경이 찍은 사진을 통해 발견되었다. 허블 우주망원경은 포말하우트 b 외에도 동시에 HR 8799의 행성을 발견했다. 이들은 직접 사진을 찍어서 존재가 입증된 최초의 외계 행성으로 기록되었다. 2008년 미국 스페이스닷컴에 따르면 천문학자들은 '2008년을 빛낸 가장 놀라운 5가지 사건(Top 5 Amazing Astronomy Discoveries in 2008) 중 포말하우트 b의 발견을 첫 번째로 꼽았다. 그러나 2020년, 조지 리케 박사의 연구로 포말하우트 b가 소행성 2개의 충돌의 산물인 먼지구름이라는 주장이 나오게 된다.
고대 메소포타미아의 농경의 신 다곤의 이름을 딴 다곤(Dagon)이라는 별칭이 있다.

## 발견

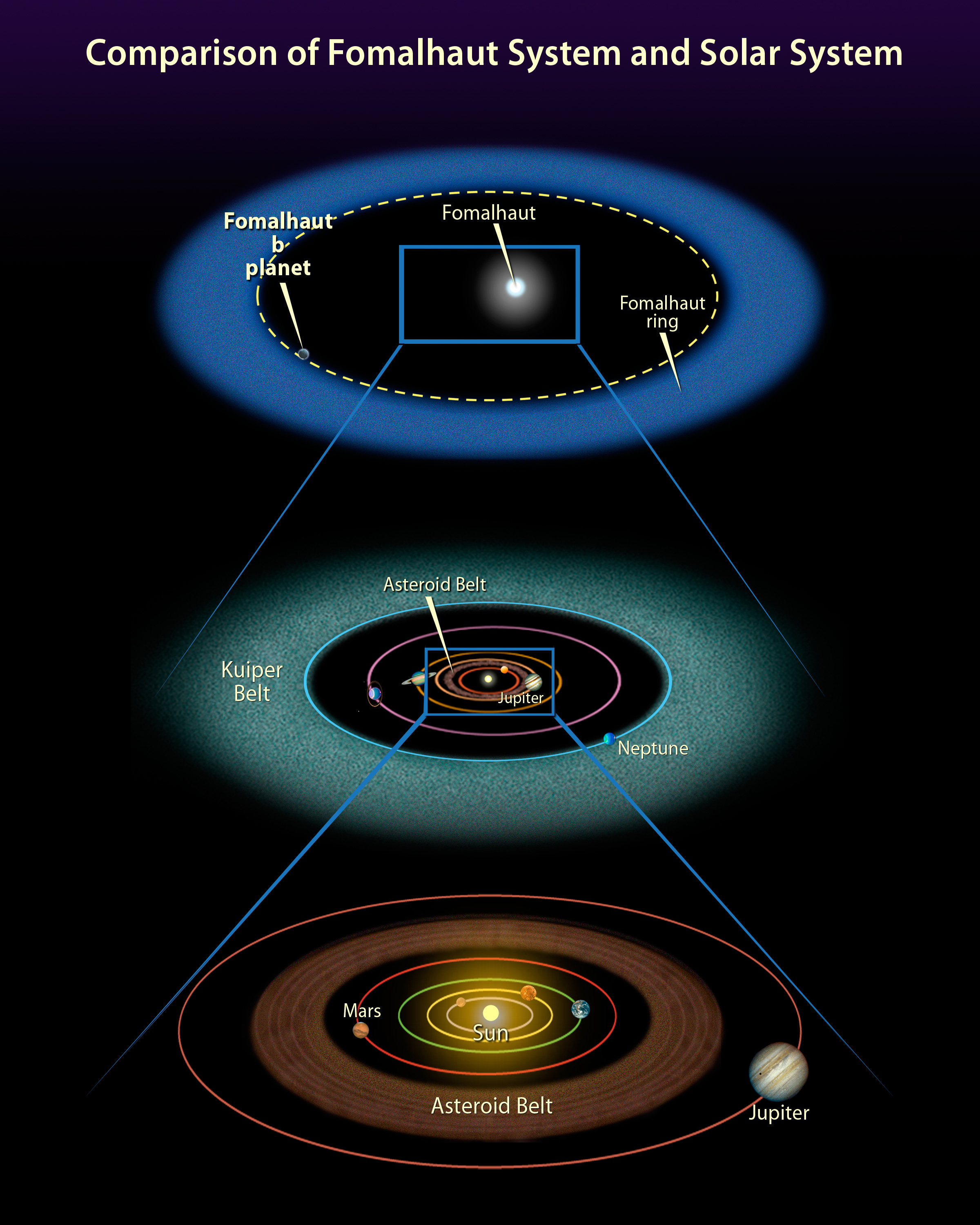
우리 태양계와 포말하우트계의 크기 비교.

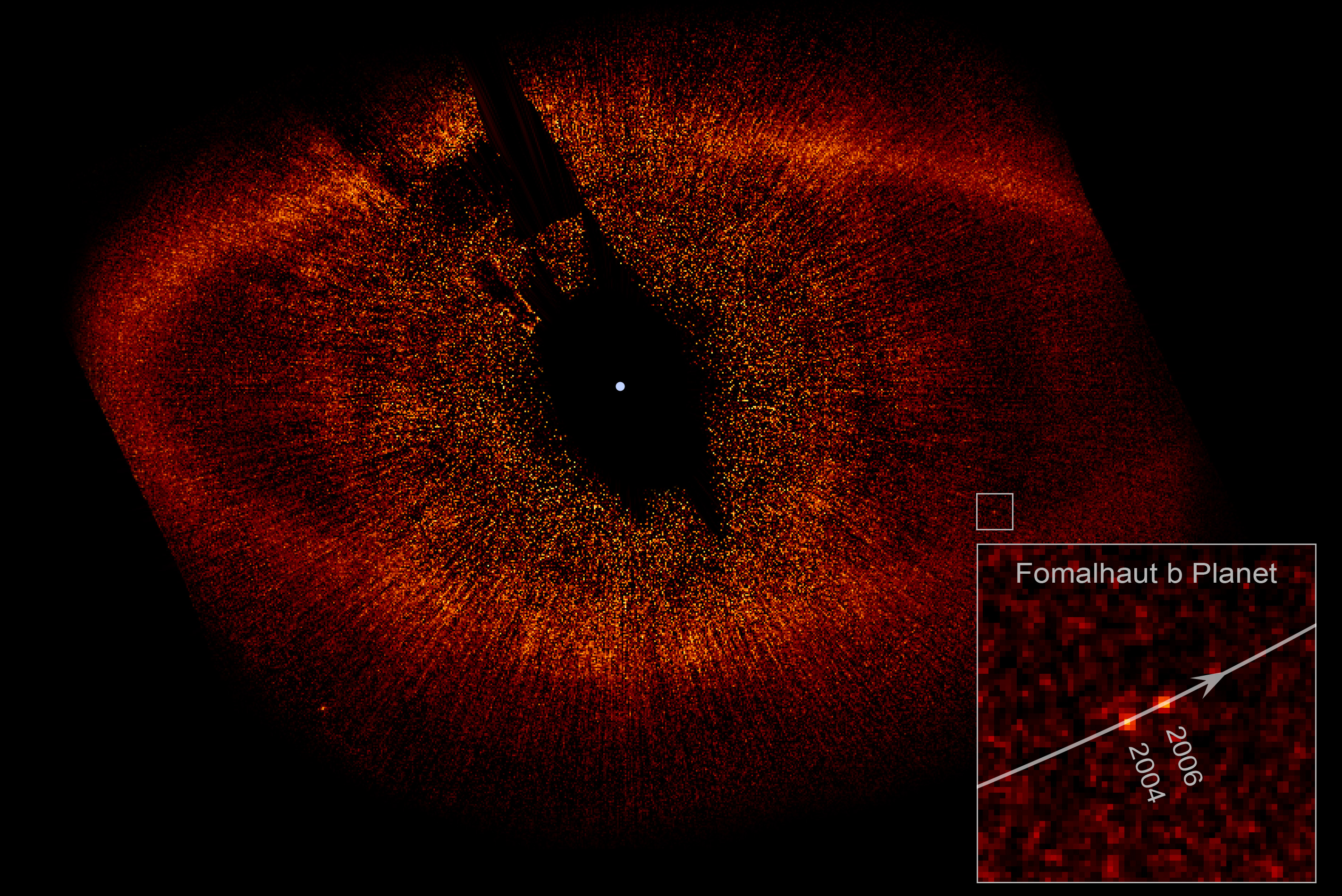
2004년과 2006년 포말하우트 b의 위치. 약간 변한 것을 알 수 있다.

포말하우트 b는 포말하우트를 약 115 천문단위(172억 킬로미터) 거리를 두고 공전하고 있으며 이는 포말하우트 주변에 형성된 먼지 원반보다 항성 쪽으로 18 천문단위(27억 킬로미터) 가까운 거리이다. 포말하우트 b는 가시광선을 통해 직접 그 상(像)을 찍은 최초의 행성이다. 이 행성의 위치를 찾는 데는 8년의 시간이 소요되었다.
b의 존재는 예전부터 이론적으로 예측되었다. 2005년 포말하우트 주변의 먼지 원반이 한 쪽으로 쏠려 있는데다 통상의 먼지 원반들과는 달리 원반 안쪽 경계면이 뚜렷하게 형성되어 있는 것에서, 미지의 천체가 원반에 영향을 미치고 있음을 예상했었다. 그러나 오랫동안 행성의 실체를 포착하지 못하다가, 2008년 5월 폴 캘라스가 2004년, 2006년의 사진을 대조하여 비로소 행성을 찾아내게 되었다.
캘라스는 이렇게 말했다.
| “ | 이전에 결코 본 적이 없었던 한 행성을 찾아낸 것은 심오하고도 짜릿한 경험이었습니다. 5월 말 포말하우트 b가 항성 주위를 돌고 있다는 사실을 확인했을 때 심장이 콱 막히는 것 같았어요. | ” |

미국 항공우주국은 2008년 11월 13일 허블 우주 망원경에 내장된 ACS 카메라가 찍은 사진을 언론에 공개했다. 이 사진에서 바깥쪽 밝은 고리 모양의 띠는 먼지 원반이며, 원반 안쪽 방사상의 무늬는 중심부 항성에서 발산되는 빛 때문에 생긴 것이다. 포말하우트 b는 우리 태양계 밖에서 발견된 천체들 중 가장 차가운 것들 중 하나로 생각된다. 포말하우트계(系)는 지구에서 남쪽물고기자리 방향으로 25광년 떨어져 있다.

## 물리적 특징
행성의 크기는 목성과 거의 비슷할 것으로 보이며, 최대 질량은 목성의 세 배, 최소 질량은 해왕성 정도이나 가장 유력한 질량값은 목성의 0.5배 ~ 2배 사이이다. 어머니 항성으로부터 115 천문단위 떨어져 있는데, 이는 에리스의 원일점보다 20퍼센트 먼 거리이며 태양 ~ 해왕성 거리의 네 배에 이르는 값이다. 여기서 계산한 포말하우트 b의 1 공전주기는 872년이다. 포말하우트의 밝기는 태양의 약 16배이기 때문에 포말하우트 b가 받는 열은 태양계의 해왕성이 받는 열과 비슷하다(이는 역제곱 법칙에 의거한 계산이다).
가시광선으로 볼 때는 밝으나 적외선 영역에서 어두운 것으로 보아, 포말하우트 b에 목성 반지름의 20 ~ 30배 크기에 이르는 규모의 고리가 있을 가능성이 제기되고 있다.(비교하자면, 토성의 중심부에서 가장 바깥쪽인 A 고리까지의 너비는 목성 반지름의 2배에 불과하다) 이 정도 크기는 목성의 갈릴레이 위성들의 공전 궤도 크기와 비슷하며 따라서 이 고리는 가스 행성 주위에서 위성이 생겨나는 과정일 가능성이 있다.

## 같이 보기
- 먼지 원반
- 베가
- HR 8799
- 이리자리 GQ b